# Joseph Gurney Cannon
Pentru alte persoane numite Joseph Cannon, vedeți Joseph Cannon (dezambiguizare)⁠(d)

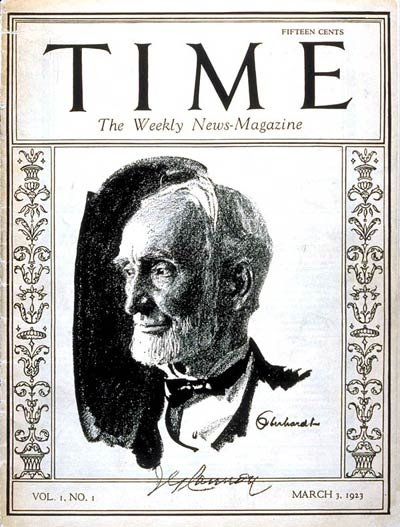
Prima copertă a revistei TIME, octombrie 1923.

Joseph Gurney Cannon (n. 7 mai 1836 – d. 12 noiembrie 1926) a fost un politician din statul Illinois și lider al Partidului Republican al Statelor Unite. Cannon a slujit în calitate de purtător de cuvânt al Camera Reprezentanților Statelor Unite ale Americii din 1903 până în 1911, fiind considerat de către majoritatea istoricilor cel mai influent purtător de cuvânt al Camerei Reprezentanților din istoria politică a Uniunii.